# Hasarius adansoni
Hasarius adansoni, cunoscut și ca „săltărețul lui Adanson”, este o specie de păianjen săritor comun și este asociat cu habitatele umane din majoritatea zonelor mai calde ale lumii.

## Distribuție
H. adansoni trăiește în zonele cu climat cald ale lumii, de exemplu Sud-Estul Chinei, Japonia, Taiwan, Australia etc. De asemenea, a fost introdus în întreaga lume în sere și locuri similare, cum ar fi mai multe grădini zoologice germane.

## Descriere
Majoritatea masculilor sunt de până la 6 mm, de culoare neagră, cu o „mască” roșie, dar există și exemplare cu pedipalpi parțial albi. Pe partea din spate a abdomenului este prezentă o semilună albă și o alta în partea din față a opisthosomei. Mai prezintă și două puncte albe mici pe partea posterioară a spatelui și două chiar mai mici către coadă. Aceste zone albe - în special pe pedipalpi - au o iridescență perlată.
Femelele au o lungime de până la 8 mm și au o înfățișare mai modestă, de culoare maroniu închis.

## Comportament
Acești păianjeni construiesc pânza în timpul nopții și o fac de aproximativ dublul lungimii lor. Uneori refolosesc această pânză, dar de obicei își fac alta în vecinătate.
Deși unii masculi au fost văzuți hrănindu-se cu femele imature, acest lucru poate fi întâmplător.

## Nomenclatura
Această specie a fost inițial descrisă în 1826 de Audouin ca Attus adansonii, iar apoi redescrisă în literatura de specialitate de 86 de ori până în 2012, adesea fiind plasată în alte genuri. Prima plasare în Hasarius a fost făcută de arahnologul francez Eugène Simon în 1871. Specia este numită după naturalistul francez Michel Adanson.

## Linkuri externe
http://www.miiz.waw.pl/salticid/diagnost/hasarius/adans-he.htm Arhivat în 17 mai 2011, la Wayback Machine.
http://habitatnews.nus.edu.sg/guidebooks/spiders/text/Hasarius_adansoni.htm
https://www.wired.com/wiredscience/2012/01/spiders-3d-vision/

## Galerie

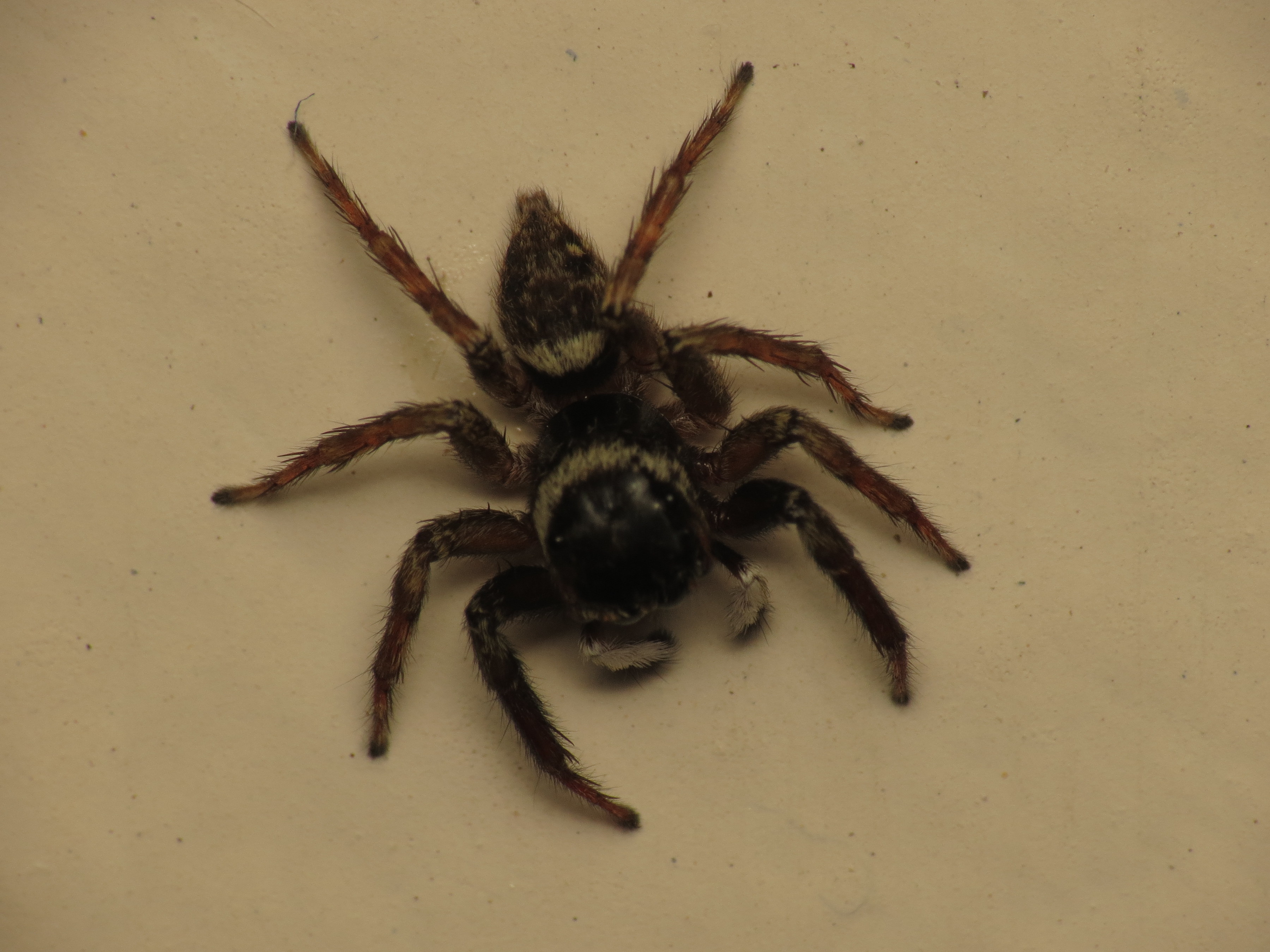

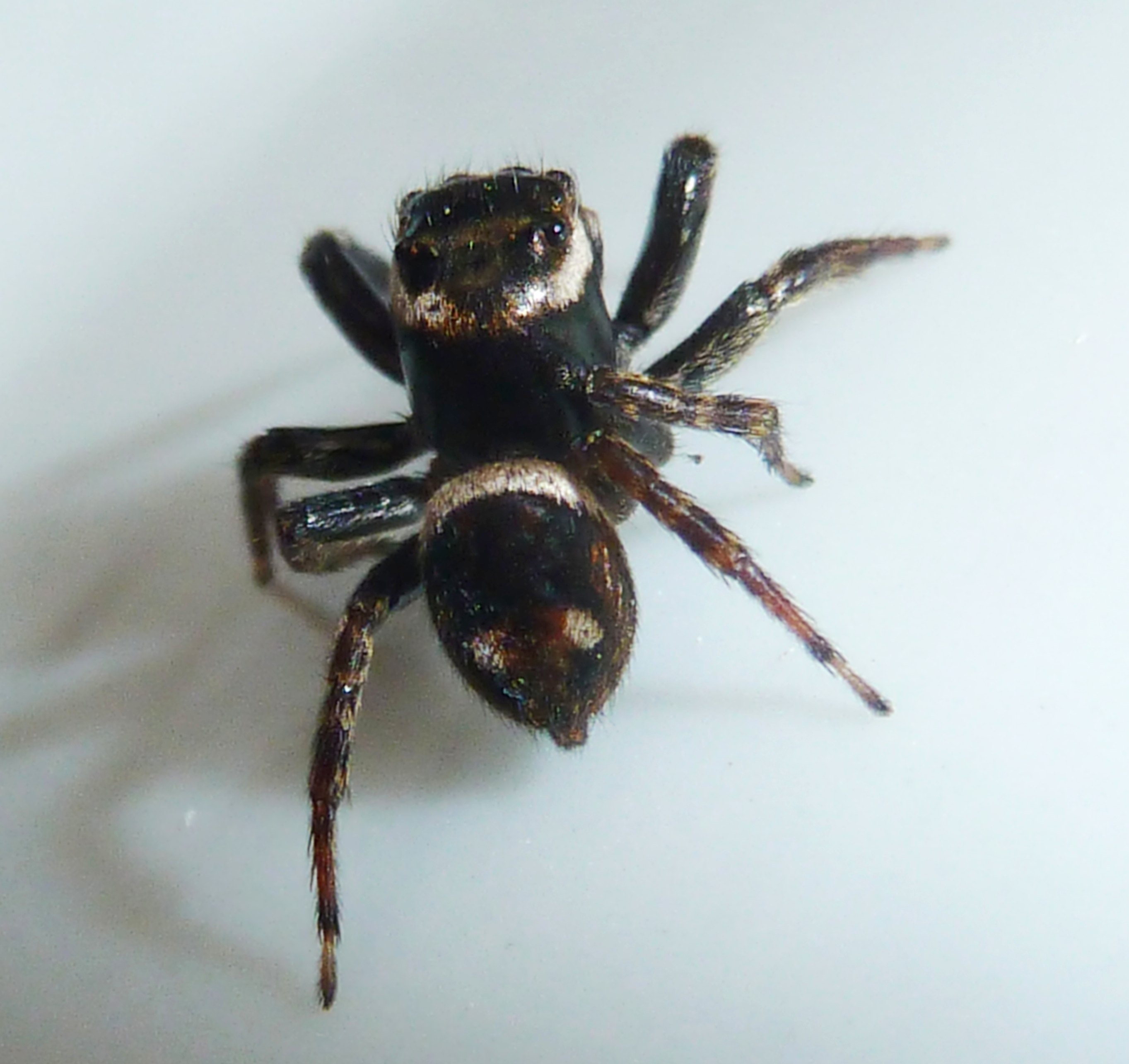

1. ↑  The IUCN Red List of Threatened Species 2022.2[*] Verificați valoarea |titlelink= (ajutor);
2. ↑  Integrated Taxonomic Information System, 26 aprilie 2012, accesat în 22 octombrie 2013